# Miami Dolphins 1971
La stagione 1971 dei Miami Dolphins è stata la sesta della franchigia e la seconda nella National Football League. La squadra raggiunse il primo Super Bowl della sua storia, dove fu sconfitta dai Dallas Cowboys

## Calendario

### Stagione regolare
| Turno | Data       | Avversario             | Risultato | Record | Pubblico |
| ----- | ---------- | ---------------------- | --------- | ------ | -------- |
| 1     | 19/9/1971  | @ Denver Broncos       | P 10–10   | 0–0–1  | 51.228   |
| 2     | 26/9/1971  | @ Buffalo Bills        | V 29–14   | 1–0–1  | 45.139   |
| 3     | 3/10/1971  | New York Jets          | S 14–10   | 1–1–1  | 70.670   |
| 4     | 10/10/1971 | @ Cincinnati Bengals   | V 23–13   | 2–1–1  | 60.099   |
| 5     | 17/10/1971 | New England Patriots   | V 41–3    | 3–1–1  | 58.822   |
| 6     | 24/10/1971 | @ New York Jets        | V 30–14   | 4–1–1  | 62.130   |
| 7     | 31/10/1971 | @ Los Angeles Rams     | V 20–14   | 5–1–1  | 72.903   |
| 8     | 7/11/1971  | Buffalo Bills          | V 34–0    | 6–1–1  | 61.016   |
| 9     | 14/11/1971 | Pittsburgh Steelers    | V 24–21   | 7–1–1  | 66.435   |
| 10    | 21/11/1971 | Baltimore Colts        | V 17–14   | 8–1–1  | 75.312   |
| 11    | 29/11/1971 | Chicago Bears          | V 34–3    | 9–1–1  | 75,312   |
| 12    | 5/12/1971  | @ New England Patriots | S 34–13   | 9–2–1  | 61.457   |
| 13    | 11/12/1971 | @ Baltimore Colts      | S 14–3    | 9–3–1  | 60.238   |
| 14    | 19/12/1971 | Green Bay Packers      | V 27–6    | 10–3–1 | 76.812   |

### Playoff
| Turno              | Data      | Avversario           | Risultato     |
| ------------------ | --------- | -------------------- | ------------- |
| Divisional playoff | n/a       | @ Kansas City Chiefs | V 27-24 (DTS) |
| Finale AFC         | n/a       | @ Baltimore Colts    | V 21-0        |
| Super Bowl VIII    | 16/1/1972 | Dallas Cowboys       | S 24–3        |

## Classifiche
| AFC East             | AFC East | AFC East | AFC East | AFC East | AFC East | AFC East | AFC East | AFC East | AFC East |
|                      | V        | S        | P        | PCT      | DIV      | CONF     | PF       | PS       | Str.     |
| -------------------- | -------- | -------- | -------- | -------- | -------- | -------- | -------- | -------- | -------- |
| Miami Dolphins       | 10       | 3        | 1        | .769     | 5–3      | 7–3–1    | 315      | 174      | V1       |
| Baltimore Colts      | 10       | 4        | 0        | .714     | 6–2      | 8–3      | 313      | 140      | S1       |
| New England Patriots | 6        | 8        | 0        | .429     | 4–4      | 6–5      | 238      | 325      | V1       |
| New York Jets        | 6        | 8        | 0        | .429     | 4–4      | 6–5      | 212      | 299      | V2       |
| Buffalo Bills        | 1        | 13       | 0        | .071     | 1–7      | 1–10     | 184      | 394      | S3       |

Nota: Le partite pareggiate non vennero conteggiate a fini delle classifiche fino al 1972.